# Cyphophthalmus ohridanus
Cyphophthalmus ohridanus is een hooiwagen uit de familie Sironidae. De originele naamcombinatie (protoniem) was Siro ohridanus Hadži, 1973.